# Critérium du Dauphiné Libéré 2002
De 54e editie van het Critérium du Dauphiné werd verreden van zondag 9 juni tot en met zondag 16 juni 2002. Deze editie werd gewonnen door de Amerikaan Lance Armstrong. Maar hij is sinds 2012 geschrapt als winnaar wegens doping. Er is geen nieuwe winnaar aangewezen. Het puntenklassement werd gewonnen door de Australiër Bradley McGee, de bergtrui was voor de Pool Dariusz Baranowski en het jongerenklassement werd gewonnen door de Spanjaard Haimar Zubeldia.

## Etappe-overzicht
| Datum   | Etappe  | Start – finish                           | Afstand (km) | Type                | Winnaar                | Klassementsleider |
| ------- | ------- | ---------------------------------------- | ------------ | ------------------- | ---------------------- | ----------------- |
| 9 juni  | Proloog | Lyon – Lyon                              | 3,6          | Individuele tijdrit | Bradley McGee          | Bradley McGee     |
| 10 juni | 1       | Châtillon-sur-Chalaronne – Saint-Étienne | 173          | Vlakke rit          | Jacky Durand           | Jacky Durand      |
| 11 juni | 2       | Tournon-sur-Rhône – Mont Ventoux         | 174          | Bergrit             | Denis Mensjov          | Denis Mensjov     |
| 12 juni | 3       | Montélimar – Pierrelatte                 | 41           | Individuele tijdrit | Santiago Botero        | Lance Armstrong   |
| 13 juni | 4       | Isle-sur-Sorgue – Digne-les-Bains        | 209          | Heuvelrit           | Patrice Halgand        | Lance Armstrong   |
| 14 juni | 5       | Digne-les-Bains – Grenoble               | 204          | Heuvelrit           | Frédéric Guesdon       | Lance Armstrong   |
| 15 juni | 6       | Albertville – Morzine-Avoriaz            | 146          | Bergrit             | Lance Armstrong        | Lance Armstrong   |
| 16 juni | 7       | Morzine – Genève                         | 150          | Heuvelrit           | José Enrique Gutiérrez | Lance Armstrong   |

## Klassementen

### Algemeen klassement
| Algemeen klassement |                   |                    |           |
| Plaats              | Naam              | Ploeg              | Tijd      |
| Gele trui           | Lance Armstrong   | US Postal Service  | 28u38'50" |
| 2                   | Floyd Landis      | US Postal Service  | +2'03"    |
| 3                   | Christophe Moreau | Crédit Agricole    | +2'24"    |
| 4                   | Haimar Zubeldia   | Euskaltel-Euskadi  | +2'44"    |
| 5                   | Andrej Kivilev    | Cofidis            | +3'28"    |
| 6                   | Denis Mensjov     | iBanesto.com       | +3'46"    |
| 7                   | Aitor Kintana     | BigMat-Auber 93    | +5'09"    |
| 8                   | Marzio Bruseghin  | iBanesto.com       | +5'35"    |
| 9                   | Richard Virenque  | Domo-Farm Frites   | +6'11"    |
| 10                  | Nicolas Vogondy   | Française Des Jeux | +7'09"    |

### Puntenklassement
| Puntenklassement |                 |                    |        |
| Plaats           | Naam            | Ploeg              | punten |
| Groene trui      | Bradley McGee   | Française Des Jeux | 64     |
| 2                | Baden Cooke     | Française Des Jeux | 64     |
| 3                | Lance Armstrong | US Postal Service  | 63     |

### Bergklassement
| Bergklassement              |                        |                    |        |
| Plaats                      | Naam                   | Ploeg              | punten |
| Bolletjestrui (wit op rood) | Dariusz Baranowski     | iBanesto.com       | 88     |
| 2                           | Alexandre Botcharov    | AG2R Prevoyance    | 70     |
| 3                           | José Enrique Gutiérrez | Kelme-Costa Blanca | 68     |

### Jongerenklassement
| Jongerenklassement |                 |                    |           |
| Plaats             | Naam            | Ploeg              | tijd      |
| Witte trui         | Haimar Zubeldia | Euskaltel-Euskadi  | 28u41'34" |
| 2                  | Denis Mensjov   | iBanesto.com       | +1'02"    |
| 3                  | Nicolas Vogondy | Française Des Jeux | +4'25"    |

### Ploegenklassement
| Ploegenklassement |                 |           |
| Plaats            | Ploeg           | Tijd      |
|                   | iBanesto.com    | 86u06'50" |
| 2                 | Cofidis         | +40"      |
| 3                 | BigMat-Auber 93 | +2'07"    |

1947 · 1948 · 1949 · 1950 · 1951 · 1952 · 1953 · 1954 · 1955 · 1956 · 1957 · 1958 · 1959 · 1960 · 1961 · 1962 · 1963 · 1964 · 1965 · 1966 · 1967 · 1968 · 1969 · 1970 · 1971 · 1972 · 1973 · 1974 · 1975 · 1976 · 1977 · 1978 · 1979 · 1980 · 1981 · 1982 · 1983 · 1984 · 1985 · 1986 · 1987 · 1988 · 1989 · 1990 · 1991 · 1992 · 1993 · 1994 · 1995 · 1996 · 1997 · 1998 · 1999 · 2000 · 2001 · 2002 · 2003 · 2004 · 2005 · 2006 · 2007 · 2008 · 2009 · 2010 · 2011 · 2012 · 2013 · 2014 · 2015 · 2016 · 2017 · 2018 · 2019 · 2020 · 2021 · 2022 · 2023 · 2024